# Acordulecera ducra
Espèce
Acordulecera ducra est une espèce d'insectes de la famille des Pergidae, originaire d'Amérique du Sud. Connu en espagnol sous le nom de « gusano esqueletizador de la papa » (ver squelettiseur de la pomme de terre), ou « illa-kuru » en quechua, c'est un ravageur des cultures de pomme de terre dont les larves éruciformes se nourrissent du limbe des feuilles en ne laissant subsister que les nervures.